# Michael Jassin

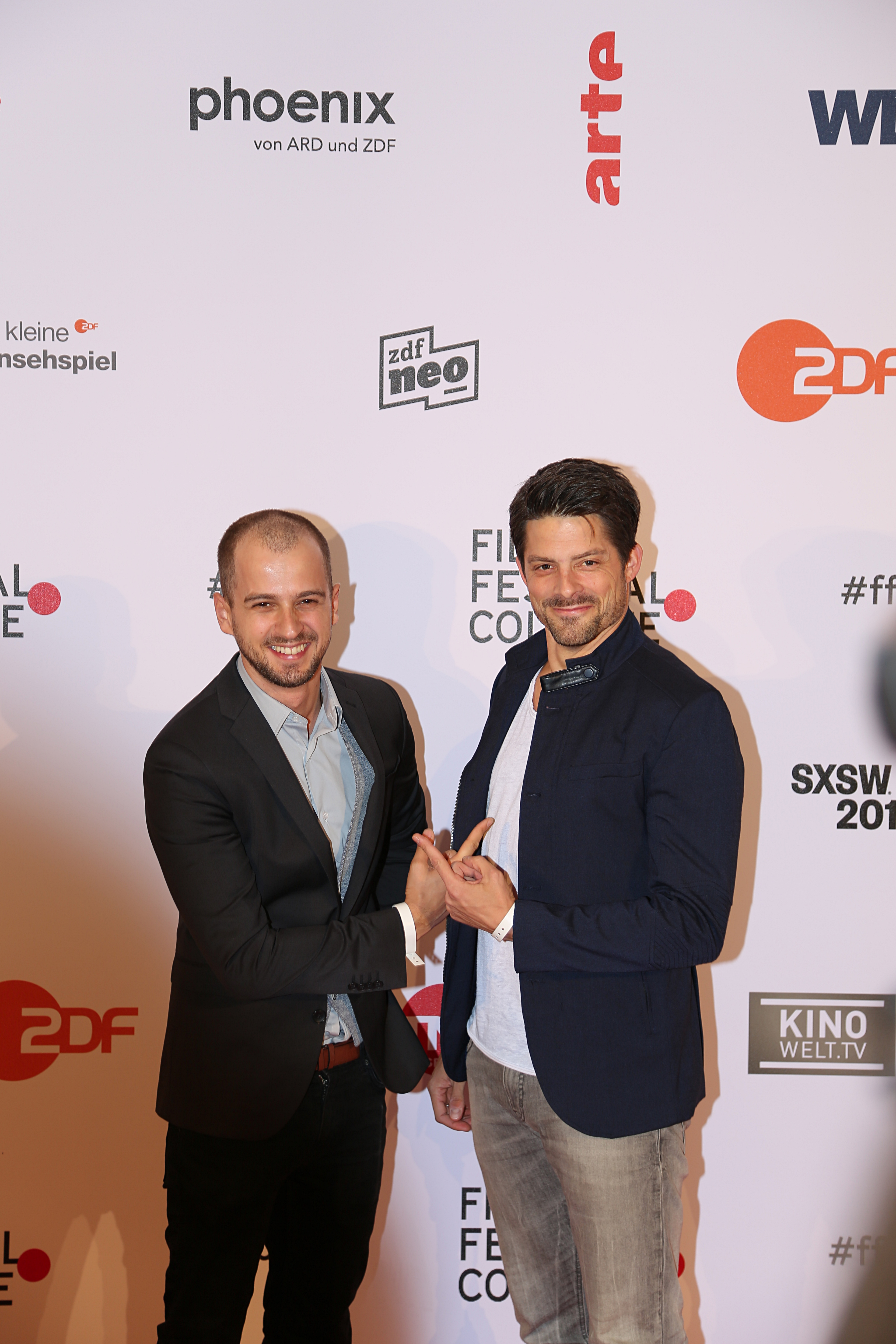
Michael Jassin (links) und Daniel Buder beim Film Festival Cologne (2017)

Michael Jassin (* 16. Juni 1986 in Gelsenkirchen-Buer) ist ein deutscher Schauspieler und Synchronsprecher.

## Leben
Jassin wurde in Gelsenkirchen-Buer geboren, wuchs in Marl auf. Er studierten zunächst Volkswirtschaftslehre in Essen. Von 2008 bis 2010 ging Jassin auf die Film Acting School Cologne, die Ausbildung schloss er mit Auszeichnung ab.
Jassin spielte in den Filmen Oracle und Zweiakter, Zeichen der Schwäche, bei Alles was zählt in einer Nebenrolle als Ferdinand von Wahlen, DHL-Napper (Aktenzeichen), Look4Them, McDonald’s TV-Werbung, Blog me, Tom Koch, Blutdruck, Ein Abend Ewigkeit, Hotel 13, Nacht auf Sonntag, Hast du die Wahl und Sparhandy mit. Außerdem verkörperte Jassin von 2015 bis 2016 in der Daily Soap Alles was zählt den schüchternen Tobias „Tobi“ Märtz.
Jassin lebt in Köln.

## Filmografie
- 2010: Draußen, Spielfilm
- 2010: Oracle, Kurzfilm
- 2010: Zweiakter, Kurzfilm
- 2011: Blog me, Diplomfilm
- 2011: Zeichen der Schwäche, Spielfilm
- 2011: Look4Them, Spielfilm
- 2011: DHL-Napper (Aktenzeichen XY), ZDF
- 2011: Mc Donald's (SMS), TV-Spot
- 2011: Alles was zählt, Grundy UFA, RTL, Rolle: Ferdinand von Wahlen (jung)
- 2012: Tom Koch, Hochschulfilm
- 2012: Alientampon, Kinofilmtrailer
- 2012: Blutdruck, Serienpilot
- 2013: Ein Abend Ewigkeit, Spielfilm
- 2013: Hotel 13, Nickelodeon
- 2014: Nacht auf Sonntag, IFS Abschlussfilm
- 2014: Du hast die Wahl, Spielfilm
- 2014: Sparhandy, TV-Spot
- 2015–2016: Alles was zählt; Rolle: Tobias „Tobi“ Märtz
- 2020: Unsere wunderbaren Jahre (Fernsehserie, 1 Folge)
- 2021: Eine riskante Entscheidung

## Synchronrollen
- 2007: Der Mann im Glaskasten, Hörspiel
- 2008: Trainwomanizing, Hörspiel

## Moderation
- 2010: Phobie Maz, Wissenswerk ARD+
- 2010: Die Quarks Arena (Kartentrick), WDR